# Krojanty
Krojanty is een plaats in het Poolse district  Chojnicki, woiwodschap Pommeren. De plaats maakt deel uit van de gemeente Chojnice en telt 550 inwoners.

## Verkeer en vervoer
- Station Krojanty